# ديه هيزل
ديه هيزل (بالإنجليزية: Des Hazel)‏ هو لاعب كرة قدم بريطاني في مركز مهاجم ‏، ولد في 15 يوليو 1967 في برادفورد في المملكة المتحدة. شارك مع منتخب سانت كيتس ونيفيس لكرة القدم. أما مع النوادي، فقد لعب مع شيفيلد وينزداي وغريمسبي تاون ونادي تشيسترفيلد ونادي روذرهام يونايتد.

## وصلات خارجية
- ديه هيزل على موقع ناشيونال فوتبول تيمز (الإنجليزية)
- ديه هيزل على موقع عالم كرة القدم.نت (الإنجليزية)